# Australisch tenniskampioenschap 1929
De 22e editie van het Australisch grandslamtoernooi, het Australisch tenniskampioenschap 1929, werd gehouden van 19 tot en met 28 januari 1929.  Voor de vrouwen was het de 8e editie. Het toernooi werd gespeeld op de grasbanen van het Memorial Drive Tennis Centre te Adelaide.

## Belangrijkste uitslagen
Mannenenkelspel

Finale: Colin Gregory (VK) won van Richard Schlesinger (Australië) met 6-2, 6-2, 5-7, 7-5
Vrouwenenkelspel

Finale: Daphne Akhurst (Australië) won van Louise Bickerton (Australië) met 6-1, 5-7, 6-2
Mannendubbelspel

Finale: Jack Crawford (Australië) en Harry Hopman (Australië) wonnen van Jack Cummings (Australië) en Edgar Moon (Australië) met 6-1, 6-8, 4-6, 6-1, 6-3
Vrouwendubbelspel

Finale: Daphne Akhurst (Australië) en Louise Bickerton (Australië) wonnen van  Sylvia Lance Harper (Australië) en Meryl O'Hara Wood (Australië) met 6-2, 3-6, 6-2
Gemengd dubbelspel

Finale: Daphne Akhurst (Australië) en Edgar Moon (Australië) wonnen van Marjorie Cox (Australië) en Jack Crawford (Australië) met 6-0, 7-5
Jongensenkelspel

Winnaar: Jack Crawford (Australië)
Jongensdubbelspel

Winnaars: Bill Walker (Australië) en Colin Cropper (Australië)
Een juniorentoernooi voor de meisjes werd voor het eerst in 1930 gespeeld.
1905 · 1906 · 1907 · 1908 · 1909 · 1910 · 1911 · 1912 · 1913 · 1914 · 1915 · 1916–1918 · 1919 · 1920 · 1921 · 1922 · 1923 · 1924 · 1925 · 1926 · 1927 · 1928 · 1929 · 1930 · 1931 · 1932 · 1933 · 1934 · 1935 · 1936 · 1937 · 1938 · 1939 · 1940 · 1941–1945 · 1946 · 1947 · 1948 · 1949 · 1950 · 1951 · 1952 · 1953 · 1954 · 1955 · 1956 · 1957 · 1958 · 1959 · 1960 · 1961 · 1962 · 1963 · 1964 · 1965 · 1966 · 1967 · 1968
↓ open tijdperk ↓
1969 (m-v-md-vd-gd) · 1970 (m-v-md-vd) · 1971 (m-v-md-vd) · 1972 (m-v-md-vd) · 1973 (m-v-md-vd) · 1974 (m-v-md-vd) · 1975 (m-v-md-vd) · 1976 (m-v-md-vd) · jan 1977 (m-v-md-vd) · dec 1977 (m-v-md-vd) · 1978 (m-v-md-vd) · 1979 (m-v-md-vd) · 1980 (m-v-md-vd) · 1981 (m-v-md-vd) · 1982 (m-v-md-vd) · 1983 (m-v-md-vd) · 1984 (m-v-md-vd) · 1985 (m-v-md-vd) · 1986 · 1987 (m-v-md-vd-gd) · 1988 (m-v-md-vd-gd) · 1989 (m-v-md-vd-gd) · 1990 (m-v-md-vd-gd) · 1991 (m-v-md-vd-gd) · 1992 (m-v-md-vd-gd) · 1993 (m-v-md-vd-gd) · 1994 (m-v-md-vd-gd) · 1995 (m-v-md-vd-gd) · 1996 (m-v-md-vd-gd) · 1997 (m-v-md-vd-gd) · 1998 (m-v-md-vd-gd) · 1999 (m-v-md-vd-gd) · 2000 (m-v-md-vd-gd) · 2001 (m-v-md-vd-gd) · 2002 (m-v-md-vd-gd) · 2003 (m-v-md-vd-gd) · 2004 (m-v-md-vd-gd) · 2005 (m-v-md-vd-gd) · 2006 (m-v-md-vd-gd) · 2007 (m-v-md-vd-gd) · 2008 (m-v-md-vd-gd) · 2009 (m-v-md-vd-gd) · 2010 (m-v-md-vd-gd) · 2011 (m-v-md-vd-gd) · 2012 (m-v-md-vd-gd) · 2013 (m-v-md-vd-gd) · 2014 (m-v-md-vd-gd) · 2015 (m-v-md-vd-gd) · 2016 (m-v-md-vd-gd) · 2017 (m-v-md-vd-gd) · 2018 (m-v-md-vd-gd) · 2019 (m-v-md-vd-gd)  · 2020 (m-v-md-vd-gd) · 2021 (m-v-md-vd-gd) · 2022 (m-v-md-vd-gd) · 2023 (m-v-md-vd-gd) · 2024 (m-v-md-vd-gd) · 2025 (m-v-md-vd-gd)
Lijst van Australian Openwinnaars